# Option citoyenne
Pour le parti politique en Colombie, voir Option citoyenne (Colombie).
 (avril 2022).
Si vous disposez d'ouvrages ou d'articles de référence ou si vous connaissez des sites web de qualité traitant du thème abordé ici, merci de compléter l'article en donnant les références utiles à sa vérifiabilité et en les liant à la section « Notes et références ».
Option citoyenne est un mouvement politique québécois existant de 2004 à 2006. Il est créé par l'ancienne présidente de la Fédération des femmes du Québec, Françoise David, le 20 mai 2004. Il était représenté par une porte-parole, Françoise David, et un porte-parole, François Saillant. Il fut fusionné en 2006 avec l'Union des forces progressistes pour former un nouveau parti politique, Québec solidaire.

## Histoire
Le 23 octobre 2005, les 300 délégués du mouvement réunis à Québec votent à l'unanimité leur appui à la fusion avec l'Union des forces progressistes afin de former un parti de gauche écologiste, souverainiste et féministe.
Le 4 février 2006, le nouveau parti créé à partir d'Option citoyenne et de l'Union des forces progressistes adopta sa Déclaration de principe et se trouva un nom : Québec solidaire.
Option citoyenne est un mouvement politique voué à la défense et à la promotion du bien commun. Il s’inscrit au cœur d’un Québec fier de sa langue commune – le français – de sa culture, de son histoire et de ses institutions politiques, économiques et sociales, mais aussi de sa conception d’une nation civique et pluraliste. Il est composé d’hommes et de femmes de toutes les régions du Québec.

## Déclaration de principe du mouvement
Voici un extrait de la Déclaration de principe d'Option citoyenne:
Option citoyenne vise une société juste, égalitaire, solidaire fondée sur la recherche du bien commun. Nos valeurs sont de gauche, féministes, écologistes et altermondialistes et elles inspirent nos décisions politiques et économiques.